# Харон (супутник)
Харо́н (134340 Плутон I, англ. Charon) — найбільший із п'яти відомих супутників карликової планети Плутона, відомий також під назвою «Плутон I». Гравітаційний вплив Харона на Плутон настільки великий, що барицентр системи Плутон — Харон лежить поза Плутоном. Через це його інколи вважають компонентом подвійної планетної системи Плутон — Харон.
Відкритий 22 червня 1978 року американським астрофізиком Джеймсом Крісті (англ. James W. Christy) на знімках, отриманих на кілька місяців раніше у Військово-морській обсерваторії США.
Названий на честь Харона (грец. Χάρων) із давньогрецької міфології — перевізника душ через річку Ахеронт у царство мертвих.
14 липня 2015 року автоматична міжпланетна станція New Horizons пролітала через систему Плутон — Харон, наблизившись до Харона на відстань близько 27 тис. км.

## Вивчення

### Відкриття
Харон був відкритий американським астрофізиком Джеймсом Крісті 22 червня 1978 року на знімку, отриманому у Військово-морській обсерваторії США, Флегстафф, Аризона. Плутон на отриманому знімку мав дещо видовжену форму, в той час як зорі, які були на цій самій фотографії, не мали спотворень. Повідомлення про це відкриття було опубліковано Міжнародним астрономічним союзом 7 липня 1978 року.
Після перевірки архівів обсерваторії виявилося, що деякі зображення Плутона, зняті в умовах хорошої видимості, також дещо витягнуті, в той час як зображення зір — ні. Це можна було пояснити наявністю у Плутона супутника, який розташовувався настільки близько до нього, що роздільності телескопа не вистачало для того, щоб побачити їх окремо.

### Назва
Тимчасовим позначенням відкритого супутника стало 1978 P 1. Військово-морська обсерваторія США пропонувала назву «Персефона» — ім'я дружини Аїда / Плутона. Однак сам першовідкривач ще 24 червня 1978 року вибрав для супутника ім'я Харона — перевізника душ померлих через Стікс. Не останню роль відіграло і те, що перші чотири літери Char відповідали імені дружини Крісті, Шарлін. 3 січня 1986 року МАС затвердив назву Харон.

### Подальші дослідження

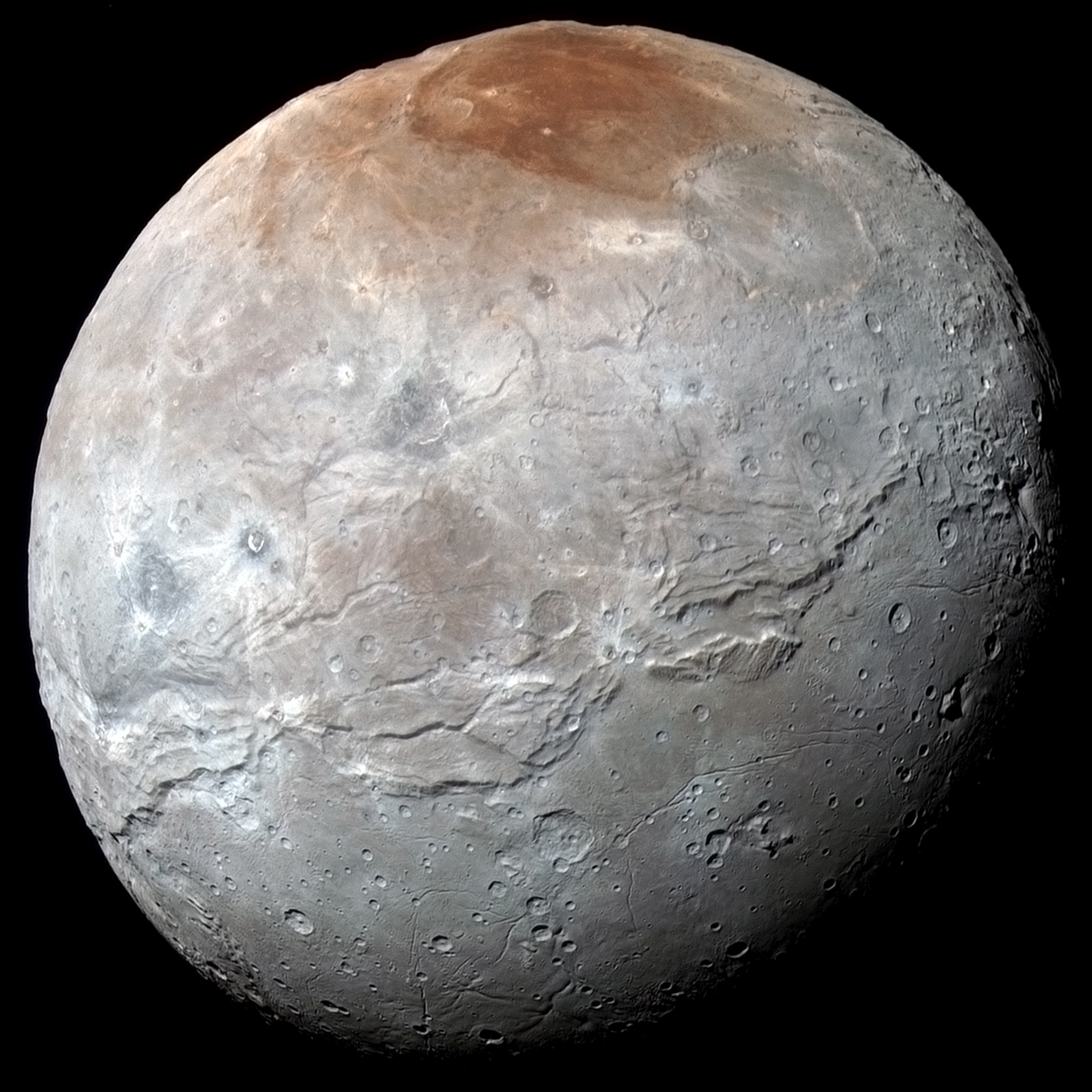
Знімок автоматичної міжпланетної станції «Нові обрії» від 14 липня 2015 року, незадовго до максимального зближення з Хароном (частково штучні кольори).

Крісті продовжив дослідження і виявив, що ці спостереження можуть бути пояснені, якщо орбітальний період супутника становить 6,387 днів, а максимальне кутове віддалення від планети — близько 1 секунду дуги.
Ці висновки підтвердилися в період з лютого 1985 року по жовтень 1990 року, коли із Землі спостерігалися надзвичайно рідкісні явища: навперемінні взаємні затемнення Плутона й Харона. Потрапляння Землі у площину орбіти Харона, яке дозволяло спостерігати ці затемнення, відбувається лише двічі протягом 248-літнього орбітального періоду Плутона, і, на щастя, ця подія відбулася невдовзі після відкриття супутника. Оскільки період обертання Харона — трохи менше тижня, затемнення повторювалися через кожні три доби, і за п'ять років відбулася велика серія цих подій. Ці затемнення дозволили скласти «карти яскравості» й отримати хороші оцінки радіуса Плутона (1150—1200 км) і Харона.
Перші зображення Плутона і Харона у вигляді окремих дисків були зняті космічним телескопом «Габбл» у 1990-х роках. Пізніше, з розвитком адаптивної оптики, з'явилася можливість бачити окремі диски Плутона й Харона з використанням і наземних телескопів.
Система Плутона, включаючи Харон, була детально досліджена з близької відстані американським космічним апаратом «Нові обрії» 2015 року. Для Харона, як і для Плутона, була знята як видима при максимальному зближенні сторона, так і обернена (її знімки були зроблені перед зближенням і тому мають нижчу роздільність). Хороша чутливість і кутова роздільність LORRI показала Харон точно у передбаченому положенні відносно Плутона, через 35 років після його відкриття Джеймсом Крісті. Камера зробила знімки Плутона й Харона при набагато більшому фазовому куті (кут між Сонцем, Плутоном і космічним апаратом), ніж можна досягнути з Землі чи навколоземної орбіти.

## Орбіта й розміри

Обертання системи Плутон — Харон. Видно, що центр обертання розташований поза межами Плутона. Також показане синхронне обертання обох тіл.

Розмір Харона становить половину розміру Плутона, а маса — 1/8 маси Плутона. Це дуже великі співвідношення: у всіх супутників великих планет Сонячної системи вони значно менші.
Харон розташований на відстані 19 596 км від центру Плутона; орбіта лежить приблизно в екваторіальній площині Плутона й нахилена на 122,5° до екліптики. Діаметр Харона, за даними апарата New Horizons, складає 1212±6 км, маса — 1,586× 1021 кг, густина — 1,70 г/см³. Один оберт Харона займає 6,387 доби (внаслідок припливного захоплення збігається з періодом обертання Плутона), тобто Плутон і Харон постійно обернені один до одного одним боком.
Традиційно Харон вважається супутником Плутона. Іноді систему Плутон — Харон називають подвійною планетою, оскільки її центр мас знаходиться поза Плутоном.

## Статус
Згідно з проектом Резолюції 5 XXVI Генеральної асамблеї  МАС (2006) Харону, разом із Церерою й Еридою (раніше відомою як об'єкт 2003 UB313), передбачалося присвоїти статус планети. У примітках до проекту резолюції вказувалось, що в такому випадку система «Плутон — Харон» буде вважатися подвійною планетою.
Однак, в остаточному варіанті резолюції містилося інше рішення: було введено поняття «карликова планета». До цього нового класу об'єктів були віднесені Плутон, Церера й Ерида. Харон не було включено в число карликових планет.

## Поверхня і склад
Харон більш темний і менш червонуватий за Плутон. Він вкритий переважно водяним льодом, тоді як Плутон — азотним. Найімовірніше, система Плутон — Харон утворилася в результаті «ковзного» зіткнення незалежно сформованих Плутона і прото-Харона. Можливо, останній лишився малоушкодженим, а можливо, сучасний Харон сформувався з уламків, викинутих на орбіту довкола Плутона. З них же, ймовірно, утворилися й інші супутники Плутона.
Згідно з деякими моделями, Харон може бути геологічно активний аж до наявності підповерхневого океану рідкої води. Це обґрунтовується тим, що спектральний аналіз показує наявність кристалічного водяного льоду та гідратів аміаку, хоча під дією сонячних і космічних променів лід повинен аморфізуватися, а гідрати аміаку — розпастися за короткий термін (<105 та <107 років відповідно). У зв'язку з цим висувалися припущення про наявність на Хароні кріогейзерів — можливо, пов'язаних із океаном.
У червні 2015 року камери New Horizons виявили велику червону полярну область на Хароні. На думку вчених газ метан виходить з атмосфери Плутона і захоплюється силою тяжіння і замерзає на холодній, крижаній поверхні на полюсі Харона. Після цього газ зазнає хімічної обробки ультрафіолетовим світлом від Сонця, який перетворює метан у більш важкі вуглеводні, а зрештою — в червонуваті органічні матеріали під назвою толіни.
В 2024 році американські дослідники за допомогою телескопа «Джеймс Вебб» виявили на Хароні нові сполуки — діоксид вуглецю (CO2) та пероксид водню (H2O2). Команда вчених зі США та Франції, очолювана фахівцями з Південно-західного дослідницького інституту, використала спектрограф NIRSpec на борту телескопа «Джеймс Вебб», який дозволив дослідити спектри Харона в діапазоні від 2,5 до 5,2 мкм. Це дало змогу вперше підтвердити присутність діоксиду вуглецю та пероксиду водню на поверхні супутника. Ці відкриття не тільки розширюють наше розуміння хімічного складу Харона, але й дають нові дані для вивчення еволюції транснептунових об’єктів та їх взаємодії з космічним середовищем.